# Schizaspidia convergens
Schizaspidia convergens (лат.) — вид паразитических наездников рода Schizaspidia из семейства Eucharitidae.

## Распространение
Встречаются на Шри-Ланке.

## Описание
Мелкие хальцидоидные наездники. Основная окраска головы и тела желтовато-зелёная с отблеском; брюшко зелёное. Отличается от всех других видов Schizaspidia следующими признаками: скутеллярные отростки развиты, длинные; скутеллюм с продольными и поперечными килями. Ассоциированы с муравьями Odontomachus haematodes. Предположительно как и другие близкие виды паразитоиды личинок и куколок муравьев (Formicidae).
Вид был впервые описан в 1860 году, а его валидный статус подтверждён в ходе ревизии, проведённой в 1985 году индийским гименоптерологом Текке Куруппате Нарендраном (1944—2013; Калькуттский университет, Индия). Сходен с Schizaspidia sabariensis, но у последнего скутеллюм без продольных килей.